# Шимунович, Йозо
Йо́зо Шиму́нович (хорв. Jozo Šimunović; родился 4 августа 1994 года в Загребе, Хорватия) — хорватский футболист, защитник.

## Клубная карьера
В возрасте 12 лет Йозо перешёл из «Хрватски Драговоляц» в молодёжную команду загребского «Динамо».
16 марта 2013 года дебютировал в Первой хорватской футбольной лиге, выйдя на 90-й минуте на замену в матче против «Истра 1961». Уже в следующем туре, 30 марта, Йозо, выйдя в стартовом составе, сумел отличиться забитым мячом в ворота «Задара». Всего в сезоне 2012/13 Йозо провёл 3 матча.
23 июля 2013 года Шимунович дебютировал в еврокубках, сыграв в матче второго квалификационного раунда Лиги чемпионов против клуба «Фола» из Люксембурга.

## Карьера в сборной
Йозо выступал за различные юношеские сборные Хорватии. В составе молодёжной сборной (до 20 лет) принял участие в чемпионате мира 2013 года в Турции. На турнире Шимунович провёл все 4 матча своей команды. Хорваты в 1/8 финала уступили чилийцам, а Йозо отметился автоголом.

## Достижения
«Динамо Загреб»
- Чемпион Хорватии (3): 2012/13, 2013/14, 2014/15
- Обладатель Кубка Хорватии (1): 2014/15
- Обладатель Суперкубка Хорватии (1): 2013

«Селтик»
- Чемпион Шотландии (4): 2015/16, 2016/17, 2017/18, 2018/19
- Обладатель Кубка Шотландии 2016/17
- Обладатель Кубка шотландской лиги 2016/17